# 명촌천
명촌천(明村川)은 울산광역시 북구 송정동의 송정택지지구에서 발원하여 국도 제7호선의 길과 비슷하게 남류하다가 효문공업단지를 거쳐 울산광역시 북구 양정동에서 태화강으로 흘러드는 하천으로, 태화강 최후의 지류이다. 1999년 9월 15일 이 강의 진장사거리-효문역 간 2km구간에서 붕어와 메기, 미꾸라지 등의 민물고기 수천마리가 폐사했다. 2010년 9월 2일에도 효문동에서 일시적으로 하천의 용존 산소가 떨어져 물고기가 폐사하였다. 2012년 3월 27일 이 강에서 환경정화활동이 실시되었다.